# Aleg
Aleg (arabă آلاك) este un oraș în Mauritania. Este reședința regiunii Brakna.